# Eois albimacula
Eois albimacula är en fjärilsart som beskrevs av Paul Dognin 1910. Eois albimacula ingår i släktet Eois och familjen mätare. Inga underarter finns listade i Catalogue of Life.